# Blankney
Blankney – wieś w Anglii, w hrabstwie Lincolnshire, w dystrykcie North Kesteven. Leży 16 km na południowy wschód od Lincoln i 180 km na północ od Londynu.